# دانشگاه فنی پودوچری
دانشگاه فنی پودوچری (PTU)، اولین دانشگاه دولتی فنی و تحقیقاتی دولتی در قلمرو اتحادیه پودوچری است. این دانشگاه با ارتقاء کالج مهندسی پودوچری (PEC) پس از تأیید کمیسیون کمک هزینه‌های دانشگاه (هند) تشکیل شده‌است. دانشگاه پوندیچری در سال 2020 در میان دانشگاه‌های مهندسی رتبه 122 به دست آورد.